# Huta Pungkut Jae
Huta Pungkut Jae is een bestuurslaag in het regentschap Mandailing Natal van de provincie Noord-Sumatra, Indonesië. Huta Pungkut Jae telt 394 inwoners (volkstelling 2010).